# Koochiching County
Koochiching County is een county in de Amerikaanse staat Minnesota.
De county heeft een landoppervlakte van 8.035 km² en telt 14.355 inwoners (volkstelling 2000). De hoofdplaats is International Falls.

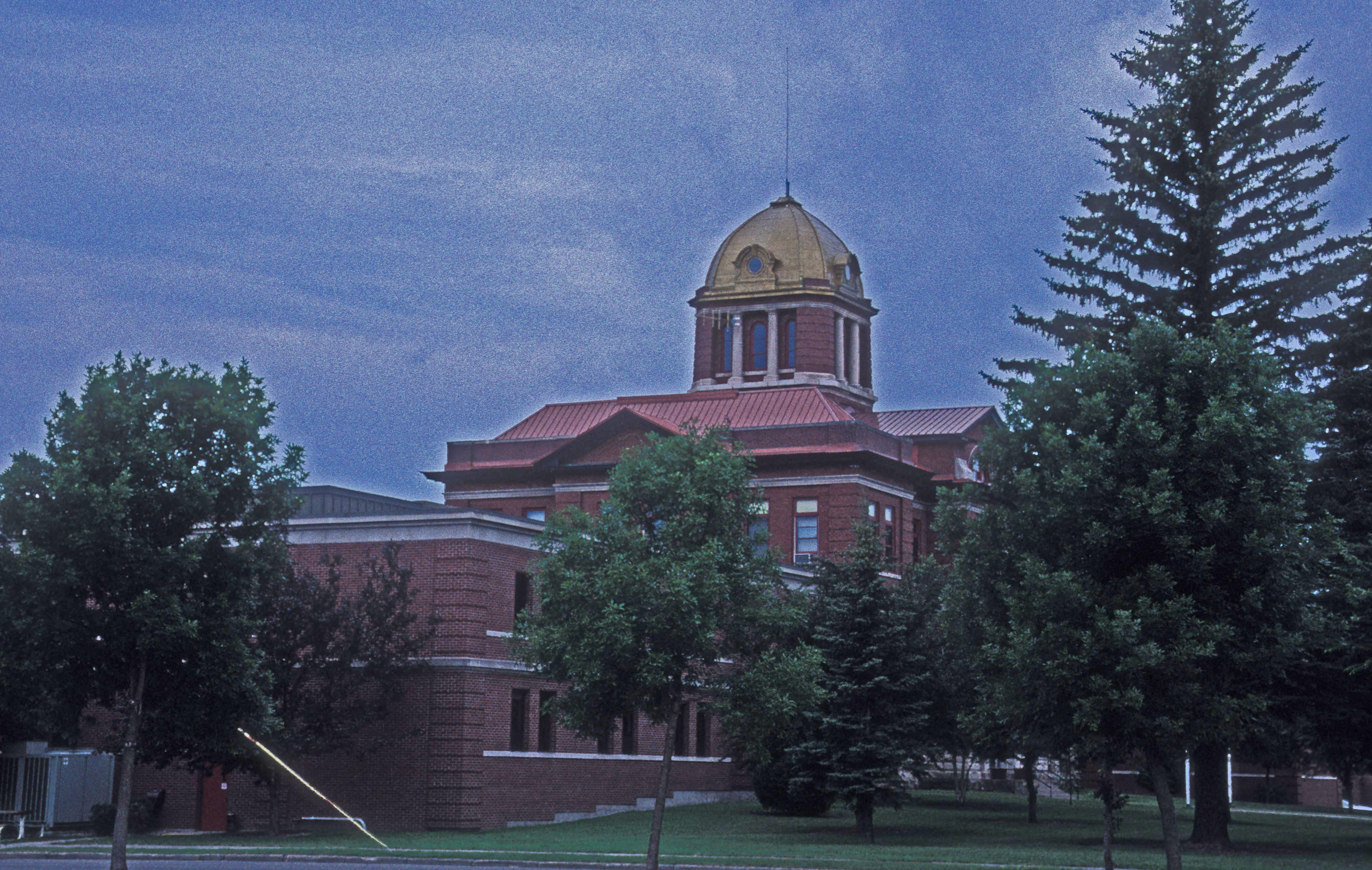
Koochiching County Courthouse